# Paramaecium
I Paramaecium sono stati una doom metal/death metal/Christian metal band australiana formatasi nel 1991. Il sound del gruppo era caratterizzato da un classico doom metal con tempi lenti e ritmi cadenzati, arricchito, però, dall'utilizzo di strumenti come il flauto, i violini ed il violoncello, riprendendo, parzialmente, il tipici sound di band come i My Dying Bride (soprattutto nel primo album Exhumed of the Earth. Il gruppo rappresentava una delle realtà del mondo doom metal (altri esempi ne sono i connazionali Virgin Black ed i russi Ekklesiast) appartenenti alla scena christian metal.

## Storia del gruppo
Dopo la realizzazione del primo demo Silent Carnage (1991, poi ristampato in cd nel 1997 in sole 500 copie), EP di puro Death metal, la band fa uscire il primo vero e proprio LP, intitolato Exhumed of the Earth; disco di profonda ispirazione Death doom metal sullo stile di My Dying Bride, Cathedral e Anathema. Il disco viene registrato con Andrew Tompkins al canto e al basso, Jason De Ron alla chitarra, Jayson Sherlock alla batteria.
Nel 1996 entra a far parte della band Chris Burton con il ruolo di chitarrista ritmico. Nello stesso anno vede la luce la seconda produzione dei Paramaecium, dal titolo Within the Ancient Forest. L'album è certamente più complesso rispetto al precedente, il sound è arricchito dalla presenza di una vocalist e dall'utilizzo di strumenti di estrazione sinfonica, come il violoncello, il flauto ed il pianoforte.
L'anno successivo viene realizzato Repentance, riedizione in CD, limitata a pochissime copie, del primo demo del gruppo e nel 1999 A Time to Mourn terzo LP della band. L'album segna un totale cambio di formazione all'interno dei Paramaecium che diventano un duo formato da Tompkins e Isn Arkley.
Nel 2004, dopo ben cinque anni di silenzio, viene realizzato Echoes from the Ground, album che rispecchia il sound originale della band. Nei due anni successivi De Ron e Sherlock si avvicinano di nuovo alla band e a Tompkins tornando a formare il trio che aveva dato origine al gruppo.
Nel novembre del 2006, ad Oslo, il gruppo realizza la sua ultima performance live, annunciando il definitivo abbandono delle scene come Paramaecium, e l'avvento di un nuovo progetto musicale, gli inExordium.

## Formazione

### Ultima formazione
- Andrew Tompkins - voce, basso (1991 - 2006)
- Jason De Ron - chitarra (1992 - 1995, 2006)
- Jayson Sherlock - batteria (1993 - 1996, 2006)

### Ex componenti
- Steve Palmer - batteria (1991 - 1992)
- Colin Mynard - chitarra (1991)
- Chris Burton - chitarra (1995 - 1996)
- Ian Arkley - chitarra (1998 - 1999)
- Mark Orr - batteria (1998 - 2004)

## Discografia
- 1991 - Silent Carnage (Demo su cassetta)
- 1993 - Exhumed of the Earth
- 1996 - Within the Ancient Forest (il leader della band ha realizzato anche una novella con il medesimo titolo)
- 1997 - Repetance (EP riedizione su cd della demo Silent Carnage stampato in sole 500 copie)
- 1999 - A Time to Mourn
- 2004 - Echoes from the Ground